# Kibbeling

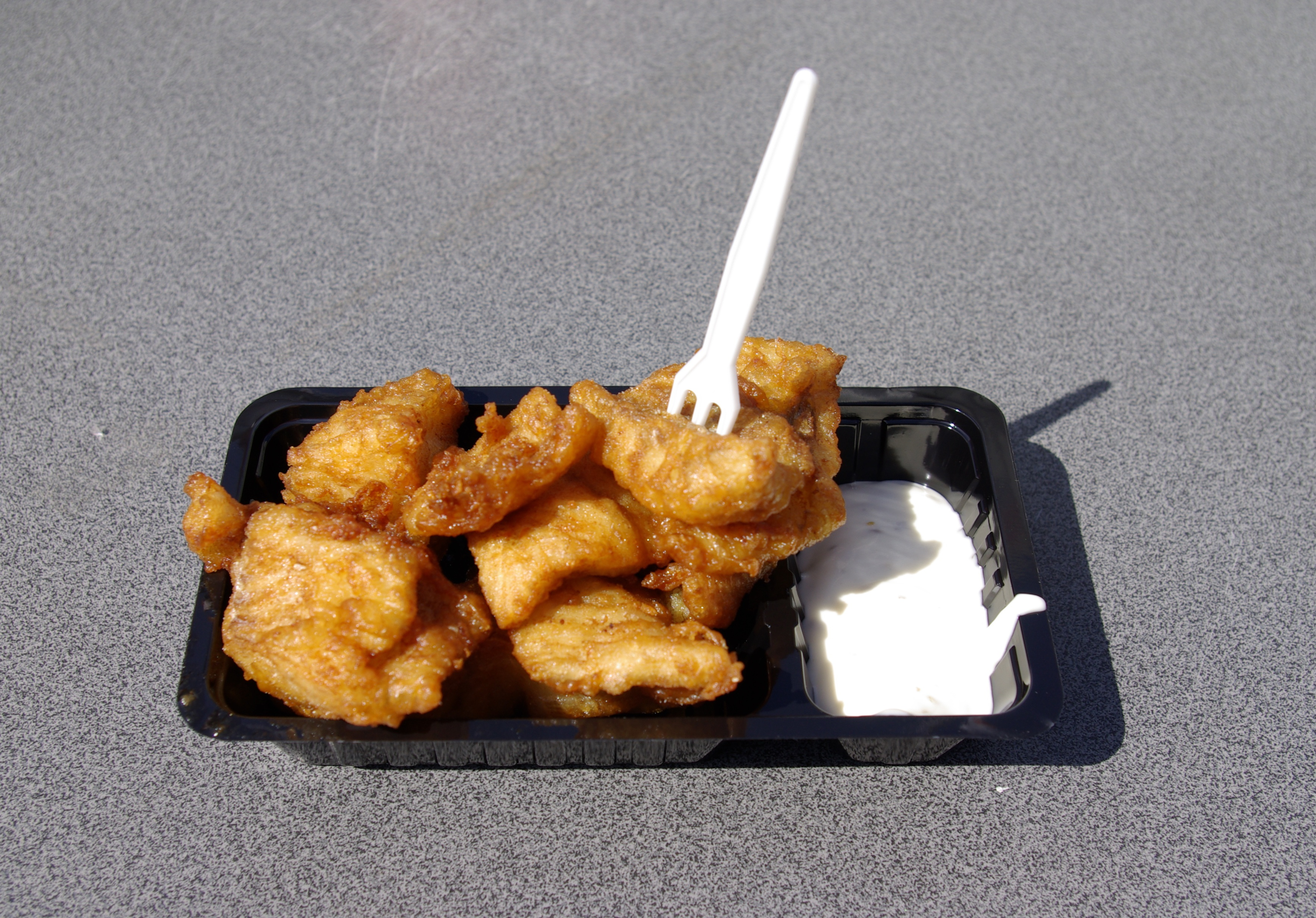
Kibbeling mit Knoblauchdip

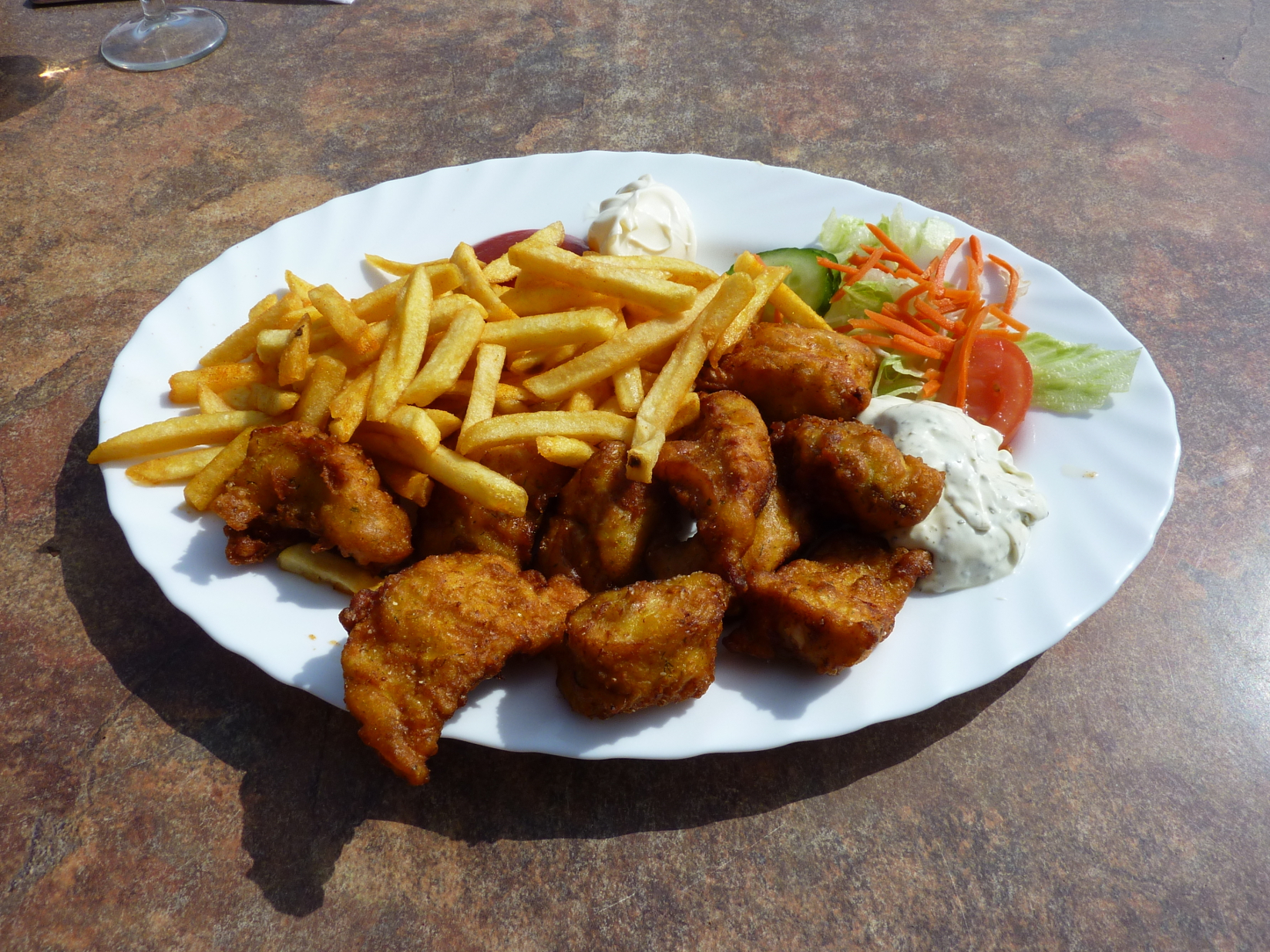
Kibbeling mit Pommes frites, Mayonnaise und Ketchup

Kibbeling bezeichnet ein niederländisches Fischgericht.
Fischfilet wird in mundgerechte Häppchen geschnitten, mit Backteig überzogen und dann frittiert. Für die Zubereitung werden Filets von Kabeljau, heute auch der preiswertere Seelachs oder Seehecht, verwendet. Serviert werden die Fischhäppchen mit Knoblauchdip oder einer Remouladensauce, wie beispielsweise Joppiesauce, häufig auch mit Pommes frites. Kibbeling wird in den Niederlanden an vielen Imbissbuden angeboten, auch in norddeutschen Küstenorten und grenznahen deutschen Orten wird er verkauft.
Das Wort „Kibbeling“ bezeichnete ursprünglich gesalzene Abfälle (die Wangen) des Kabeljaus.